# Lac Mégiscane
Pour les articles homonymes, voir Mégiscane.
Le Lac Mégiscane est situé dans la municipalité de Senneterre (paroisse), dans la Municipalité régional de comté (MRC) La Vallée-de-l'Or, dans la région administrative de l'Abitibi-Témiscamingue, au Québec, au Canada.

## Géographie
Le lac Mégiscane est situé en milieu forestier en Abitibi, entre le village de Lebel-sur-Quévillon et le Réservoir Gouin. Les principaux lacs environnant sont :
- au nord : le lac Cherrier ;
- à l'est : les lacs Canusio, Ouiscatis et Dumont,
- à l'Ouest : les lacs Kamiskonamebanikâk, Kàmâkociwak, Maricourt et Berthelot.

La forme du lac Mégiscane est fort complexe. Ce lac est fait en longueur (du sud-ouest vers le nord-est), avec trois élargissements importants :
- la partie sud du lac est longue de 8,5 km (incluant le détroit qui la relie à la partie centrale) et sa largeur maximale est de 1 km. La baie des Loups est située sur la rive ouest ;
- la partie centrale a une longueur de 8,5 km par 8,5 km de largeur maximale. Elle comporte une grande île de 3,2 km par 1,8 km, en son centre ;
- la partie nord a une longueur de 9,0 km, avec une largeur maximale de 6 km. Le lac Arlette se déverse dans la partie nord[1].

Le lac Mégiscane se déverse par le nord de sa partie centrale, dans la rivière du même nom.

## Toponymie
Le toponyme "Mégiscane" est d'origine algonquine et désigne une rivière, un lac, un barrage et un lieu-dit. Ce terme algonquin se traduit par hameçon ou appât à poisson. Les témoignages de l'époque révèlent que les Algonquins pêchaient à la ligne de manière intensive sur la rivière Mégiscane. Ce toponyme comporte plusieurs graphies selon les rapports des explorateurs : Mégiskan, Métiskan et Métiscan.
Le toponyme "Lac Mégiscane" a été inscrit le 5 décembre 1968 à la Banque des noms de lieux de la Commission de toponymie du Québec.